# Léchelle (Pas-de-Calais)
Léchelle é uma comuna francesa na região administrativa de Altos da França, no departamento de Pas-de-Calais. Estende-se por uma área de 3,75 km². Em 2010 a comuna tinha 49 habitantes (densidade: 13,1 hab./km²).